# Перицит
Перицити (раније познате као Ружеове ћелије) су мултифункционалне ћелије микроциркулације које се обавијају око ендотелних ћелија које облажу капиларе по целом телу. Перицити су уграђени у базалну мембрану крвних капилара, где комуницирају са ендотелним ћелијама путем директног физичког контакта и паракрине сигнализације.
Морфологија, дистрибуција, густина и молекуларни отисци прстију перицита варирају између органа и васкуларних лежишта. Перицити помажу у одржавању хомеостатских и хемостатских функција у мозгу, једном од органа са већом покривеношћу перицитима, а такође одржавају крвно-мождану баријеру. Ове ћелије су такође кључна компонента неуроваскуларне јединице, која укључује ендотелне ћелије, астроците и неуроне.
Претпоставља се да перицити регулишу капиларни проток крви и фагоцитозу ћелијских остатака ин витро. Перицити стабилизују и прате сазревање ендотелних ћелија путем директне комуникације између ћелијске мембране, као и путем паракрине сигнализације. Недостатак перицита у централном нервном систему може узроковати повећану пермеабилност крвно-мождане баријере.